# Mlaka pri Kočevju
Mlaka pri Kočevju – wieś w Słowenii, w gminie Kočevje. W 2018 roku liczyła 284 mieszkańców.